# Charles S. Dubin
Pour les articles homonymes, voir Dubin.
Charles S. Dubin est un réalisateur, acteur et producteur américain né le 1er février 1919 à New York et mort le 5 septembre 2011 à Los Angeles.

## Filmographie

### comme réalisateur
- 1950 : Pulitzer Prize Playhouse (en) (série télévisée)
- 1951 : Tales of Tomorrow (série télévisée)
- 1951 : Two Girls Named Smith (en) (série télévisée)
- 1951 : Crime with Father (en) (série télévisée)
- 1957 : Mister Rock and Roll (en)
- 1957 : General Motors 50th Anniversary Show (en) (téléfilm)
- 1958 : Young People's Concerts: What Does Music Mean (téléfilm)
- 1958 : Young People's Concerts: What Is American Music? (téléfilm)
- 1961 : Les Accusés (The Defenders) (série télévisée)
- 1962 : Le Virginien (The Virginian) (série télévisée)
- 1962 : The Nurses (en) (série télévisée)
- 1963 : Judy and Her Guests, Phil Silvers and Robert Goulet (téléfilm)
- 1965 : Cinderella (téléfilm)
- 1967 : The Meanest Men in the West (téléfilm)
- 1968 : L'Homme de fer (Ironside) (série télévisée)
- 1968 : To Die in Paris (en) (téléfilm)
- 1969 : Room 222 (série télévisée)
- 1969 : The New People (série télévisée)
- 1971 : Cannon (Cannon) (série télévisée)
- 1971 : Longstreet (série télévisée)
- 1971 : Murder Once Removed (téléfilm)
- 1972 : Ghost Story (série télévisée)
- 1972 : Kung Fu (Kung Fu) (série télévisée)
- 1972 : Cool Million (série télévisée)
- 1973 : Murdock's Gang (téléfilm)
- 1974 : Death in Space (téléfilm)
- 1974 : Lucas Tanner (en) (série télévisée)
- 1975 : The Tenth Level (en) (téléfilm)
- 1975 : Lemonade (téléfilm)
- 1975 : Baretta (Baretta) (série télévisée)
- 1975 : Ellery Queen, à plume et à sang (Ellery Queen) (série télévisée)
- 1975 : The Blue Knight (TV series)The Blue Knight (série télévisée)
- 1976 : The Belle of Amherst (téléfilm)
- 1976 : Jigsaw John (en) (série télévisée)
- 1976 : Les Flics aux trousses (en) (Jigsaw John)
- 1976 : Executive Suite (série télévisée)
- 1977 : Tabitha (série télévisée)
- 1977 : The Deadly Triangle (téléfilm)
- 1977 : Lou Grant (Lou Grant) (série télévisée)
- 1979 : Supertrain (série télévisée)
- 1979 : Never Say Never (téléfilm)
- 1979 : Topper (téléfilm)
- 1979 : The Gathering, Part II (téléfilm)
- 1980 : Conversations About the Dance (téléfilm)
- 1980 : Jackie et Sara (Too Close for Comfort) (série télévisée)
- 1982 : Herbie, un amour de Coccinelle (Herbie, the Love Bug) (série télévisée)
- 1982 : My Palikari (téléfilm)
- 1982 : Born to the Wind (en) (série télévisée)
- 1983 : Amanda's (en) (série télévisée)
- 1983 : Small & Frye (série télévisée)
- 1983 : Hôtel (Hotel) (série télévisée)
- 1983 : Jennifer Slept Here (en) (série télévisée)
- 1984 : Partners in Crime (série télévisée)
- 1985 : Alerte à l'aéroport (International Airport) (téléfilm)
- 1986 : A Masterpiece of Murder (en) (téléfilm)
- 1986 : Mr. Gun (Sledge Hammer!) (série télévisée)
- 1987 : Mathnet (en) (série télévisée)
- 1987 : Square One Television (série télévisée)
- 1988 : Drop-Out Mother (téléfilm)

### comme producteur
- 1965 : Cinderella (téléfilm)